# Каліфорнія (Міссурі)
Каліфорнія (англ. California) — місто (англ. city) в США, в окрузі Моніто штату Міссурі. Населення — 4498 осіб (2020).

## Географія
Каліфорнія розташована за координатами 38°37′53″ пн. ш. 92°33′54″ зх. д. / 38.63139° пн. ш. 92.56500° зх. д. (38.631303, -92.565000).  За даними Бюро перепису населення США в 2010 році місто мало площу 8,71 км², з яких 8,67 км² — суходіл та 0,04 км² — водойми. В 2017 році площа становила 9,74 км², з яких 9,71 км² — суходіл та 0,04 км² — водойми.

## Демографія
Згідно з переписом 2010 року, у місті мешкало 4278 осіб у 1727 домогосподарствах у складі 1096 родин. Густота населення становила 491 особа/км².  Було 1909 помешкань (219/км²).
Расовий склад населення:
| - 91,3 % — білих - 0,8 % — чорних або афроамериканців - 0,5 % — азіатів - 0,3 % — корінних американців - 0,2 % — вихідців з тихоокеанських островів - 5,7 % — осіб інших рас |

До двох чи більше рас належало 1,3 %. Частка іспаномовних становила 10,4 % від усіх жителів.
За віковим діапазоном населення розподілялося таким чином: 26,3 % — особи молодші 18 років, 56,1 % — особи у віці 18—64 років, 17,6 % — особи у віці 65 років та старші. Медіана віку мешканця становила 36,6 року. На 100 осіб жіночої статі у місті припадало 88,0 чоловіків;  на 100 жінок у віці від 18 років та старших — 83,8 чоловіків також старших 18 років.
Середній дохід на одне домашнє господарство  становив 48 119 доларів США (медіана — 37 083), а середній дохід на одну сім'ю — 63 126 доларів (медіана — 55 313). Медіана доходів становила 34 939 доларів для чоловіків та 31 563 долари для жінок. За межею бідності перебувало 14,4 % осіб, у тому числі 19,2 % дітей у віці до 18 років та 10,6 % осіб у віці 65 років та старших.
Цивільне працевлаштоване населення становило 1980 осіб. Основні галузі зайнятості: освіта, охорона здоров'я та соціальна допомога — 17,9 %, публічна адміністрація — 16,8 %, виробництво — 14,8 %.